# Javier Pascual Rodríguez
Javier Pascual Rodríguez (La Virgen del Camino, 14 novembre 1971) è un ex ciclista su strada spagnolo.
Professionista dal 1995 al 2006, in carriera ha vinto una tappa alla Vuelta a España. Nel 2006 il suo nome è stato coinvolto nelle liste dell'Operación Puerto, per essere poi scagionato in seguito.

## Palmarès

### Strada
- 1994 (Dilettanti, una vittoria)

Bayonne-Pamplona
- 1998 (Kelme, una vittoria)

5ª tappa Vuelta a Colombia (Neiva > Ibagué)
- 1999 (Kelme, due vittorie)

Classifica generale Vuelta a Andalucía
3ª tappa Vuelta a Murcia (Murcia > Moratalla)
- 2001 (iBanesto.com, una vittoria)

4ª tappa Vuelta a Castilla y León (Avila > Venta de Baños)
- 2002 (iBanesto.com, una vittoria)

4ª tappa Vuelta a Andalucía (Lucena > Benalmádena)
- 2004 (Comunidad Valenciana, una vittoria)

18ª tappa Vuelta a España (Béjar > Avila)
- 2005 (Comunidad Valenciana, tre vittorie)

Gran Premio Miguel Indurain
1ª tappa Vuelta a La Rioja (Calahorra > Calahorra)
Classifica generale Vuelta a La Rioja

#### Altri successi
- 1997 (Kelme)

Circuito Campo Grande
- 1999 (Kelme)

Classifica a punti Vuelta a Murcia
- 2002 (iBanesto.com)

3ª tappa - parte a Gran Premio International MR Cortez-Mitsubishi (Portela de Sintra > Pêro Pinheiro, cronosquadre)
- 2003 (iBanesto.com)

2ª tappa Vuelta a Castilla y León (Venta de Baños > Venta de Baños, cronosquadre)
- 2005 (Comunidad Valenciana)

Classifica a punti Vuelta a La Rioja

## Piazzamenti

### Grandi Giri
- Tour de France

1997: 37º
1999: 33º
2001: 41º
2002: 95º
- Vuelta a España

1995: 96º
1996: 48º
2004: 53º
2005: 42º

### Classiche monumento
- Milano-Sanremo

1999: 120º
2000: 22º
2003: ritirato
- Parigi-Roubaix

1998: ritirato
1999: ritirato
- Liegi-Bastogne-Liegi

2003: 7º